# Clann na Poblachta
Clann na Poblachta (irl. Dzieci republiki) - irlandzka partia polityczna, założona w 1946 przez Seán MacBride'a, byłego szefa sztabu IRA. 
Partia powstała w opozycji do Eamona de Valery i Fianna Fáil, uznawanych przez część radykalnych republikanów za zbyt liberalnych.
W 1947 partia odniosła sukces wyborczy, przegrywając jedynie z Fianna Fáil. W nowym parlamencie utworzyła koalicyjny rząd z Fine Gael. Seán MacBride został ministrem spraw zagranicznych. Na skutek działań Clann na Poblachta Irlandia odrzuciła propozycję wejścia do NATO. Politycy partii zasłynęli z radykalnych antybrytyjskich wystąpień.
W wyborach w 1951 partia ponownie wprowadziła swoich deputowanych do parlamentu, jednak tym razem mniejszościowy rząd utworzyła Fianna Fáil. Po wyborach w 1954 rząd ponownie utworzyła Fine Gael, jednak tym razem Clann na Poblachta nie weszła w skład koalicji rządowej. Od tego czasu poparcie dla partii zaczęło drastycznie spadać.
W wyborach w roku 1961 Clann na Poblachta wprowadziła tylko jednego deputowanego do parlamentu. Sytuacja ta powtórzyła się w wyborach w 1965.
W kolejnych wyborach w 1969 partia poniosła klęskę, nie uzyskując ani jednego deputowanego. Na skutek tego podjęto decyzję o rozwiązaniu partii.